# كيتي جوينر
كيتي اوبراين جوينر (بالإنجليزية: Kitty Joyner)‏ (11 يوليو 1916 - 16 أغسطس 1993) كانت مهندسة كهربائية أمريكية ولقد عملت في اللجنة الاستشارية الوطنية للملاحة الجوية.
كانت جوينر أول امرأة تتخرج من فرع الهندسة في جامعة فرجينيا عام 1939، كما حصلت عقب تخرجها على جائزة Algernon Sydney Sullivan. وأصبحت أول امرأة ومهندسة تعمل لدى وكالة ناسا عندما حصلت على القبول في عام 1939، وارتقت عدة مناصب حتى تقلدت منصب رئيس شعبة أنفاق الرياح في وكالة ناسا. ساهم عملها في الكثير من الأبحاث المتعلقة بالملاحة الجوية والطائرات التي تتجاوز سرعتها سرعة الصوت والجناح الحامل ومعايير تصميم الطائرات.

## حياتها المبكرة وتعليمها
ولدت كيتي وينغفيلد أوبراين في شارلوتسفيل بولاية فرجينيا في الحادي عشر من شهر تموز عام 1916. كان والدها مهندساً، وهو من ألهم كيتي ودفعها لتسير على نفس الخطى. فالتحقت بجامعة فرجينيا بعدما أنهت الدراسة الثانوية.
سمح القانون للنساء في ولاية فرجينيا بالدراسة في الجامعات العامة منذ سنة 1920، لكن الجامعة وضعت عدداً من العراقيل في وجه النساء الراغبات بالالتحاق وإكمال دراستهن، فمن الشروط التي وضعتها الجامعة أن تدرس النساء في مدرسة ضمن ولاية مختلفة لسنتين قبل أن يلتحقن بالجامعة، وأن يبلغن من العمر 20 عاماً على الأقل. وكانت هذه الشروط قائمةً عام 1935، وهو العام الذي قدّمت فيه أوبراين طلب الالتحاق بالجامعة، لذا اضطرت للدراسة في كلية سويت براير لسنتين، أي منذ عام 1935 وحتى عام 1937، ثم حصلت على القبول من جامعة فرجينيا.
لم تلحظ كيتي أوبراين في البداية أي مستقبل للنساء في هذا المجال، حيث أخبرت صحفياً من صحيفة (ميامي نيوز Miami News) أنها “تتمنى دائماً لو كانت صبياً، فبذلك تستطيع تحقيق أحلامها وإكمال دراستها”. كتب الصحفي عنها عندما كانت في ولاية فلوريدا أثناء حضورها مؤتمراً هندسياً، وفي ذلك المؤتمر، نالت ورقتها البحثية بعنوان “التفلور، ضوء المستقبل” المرتبة الثانية بين الأعمال التي قدمها الطلاب. في تلك الفترة، لم تكن الهندسة الكهربائية مهنة مرغوبة من طرف النساء، وذلك ما أوضحة الصحفي الذي أجرى مقابلة مع أوبراين، حيث استغلت الأخيرةُ هذه المقابلة لتتحدث عن الفرص الهائلة التي قد تقدمها الهندسة للنساء والفتيات.
كانت أوبراين أمينة سر في المعهد الأميركي للهندسة الأميركية (فرع فرجينيا)، وعضواً في جمعية مهندسي جامعة تريغون. كما كانت رئيسة أخوية (كاي أوميغا)، ورئيسة رابطة النساء الطالبات. وفي عام 1939، أصبحت أوبراين أول امرأة تتخرج من جامعة فرجينيا بشهادة بكالوريوس في العلوم وتخصص الهندسة الكهربائية. وتم اختيارها لتحصل على جائزة (ألغيرنون سيدني سوليفان)، وهي جائزة تمنحها الجامعة لخريجَين كل عام تقديراً لامتيازهما وخدمتهما للإنسانية.

## مسيرتها المهنية
توظفت أوبراين بداية في مختبر لانجلي التذكاري لعلوم الطيران في اللجنة الاستشارية الوطنية للملاحة الجوية (تغير اسم المختبر لاحقاً إلى مركز لانجلي البحثي)، حيث كان منصبها مساعداً أصغر في الهندسة المدنية، وذلك في شهر أيلول من عام 1939، وكانت بذلك أول امرأة مهندسة تعمل لدى المنظمة. وفي تلك الفترة، عملت المنظمة على توسيع مجال أبحاث الملاحة الجوية وعلوم الطيران، وتطويرها قبل بداية الحرب العالمية الثانية. وهكذا ارتقت أوبراين ونمت مسيرتها المهنية بسرعة، خاصة عندما حوّلت اهتمامها وتركيزها من الهندسة المدنية إلى الهندسة الكهربائية. فكانت مسؤولياتها تتضمن إدارة الأنظمة الكهربائية لعدد من أنفاق الرياح (الأنفاق الهوائية)، من ضمنها أنفاق الرياح فوق الصوتية، وهي منشآت عملاقة ومكلفة جداً، صُممت خصيصاً لإجراء التجارب على الطائرات.
عملت أوبراين في مركز لانجلي لأكثر من 3 عقود، وشهدت خلال فترة عملها تحوّل اللجنة الاستشارية إلى وكالة ناسا (الإدارة الوطنية للملاحة الجوية والفضاء) عام 1958، حيث استمرت بالعمل لدى وكالة ناسا. وفي ستينيات القرن الماضي، أصبحت رئيسة شعبة تقدير تكاليف المنشآت، وهي شعبة في إدارة الخدمات التقنية والهندسية.
قدّمت جوينر الكثير من الإسهامات في مجالات بحثية عديدة خلال عملها مع ناسا (أو مع اللجنة الاستشارية سابقاً)، كالأبحاث المتعلقة بعلوم الطيران والطيران فوق الصوتي (بسرعة أعلى من سرعة الصوت) وتصميم حامل الجناح. وكان لعملها تطبيقات في المجال العسكري ومجال الرحلات التجارية أيضاً، حيث كانت إسهاماتها ذات تأثير كبيرٍ على معايير تصميم الطائرات، والتي ظلّت مستخدمة لسنوات عديدة. تقاعدت جوينر من عملها لدى وكالة ناسا في شهر أيار من عام 1971.
كانت جوينر عضواً فاعلاً في المنظمات والجمعيات الهندسية، حيث كانت عضواً في معهد المهندسين الكهربائيين والالكترونيين (أو IEEE اختصاراً)، وكانت عضواً فخرياً في نادي المهندسين في شبه جزيرة فرجينيا.

## حياتها الشخصية
تزوجت كيتي أوبراين من أبشور تي. جوينر، وهو فيزيائي عمل أيضاً لدى وكالة ناسا (أو اللجنة الاستشارية سابقاً)، ويُعرف زوجها بإسهاماته التي قدمها لمنشأة لانجلي لديناميكيات حمولات الإنزال التابعة لوكالة ناسا. رُزق الزوجان بطفلين، صبي اسمه أبشور أوبراين جوينر، توفي عندما كان في السابعة والأربعين من عمره عام 1990 جراء إصابته بسرطان الدم. أما طفلتهما الأخرى فاسمها كيت بايلي [3]. تقاعد الزوجان من عملهما في عام 1971، وعاشا في بوكيوسون في ولاية فرجينيا.
وبصرف النظر عن إسهامات أوبراين العلمية، كانت أيضاً عضوة في أخوية P.O.E، ومنظمة بنات المستمعرين الأميركيين، وجمعية بنات الاتحاد التي منحتها عام 1992 جائزة (ويني ديفس) في اعترافٍ بتفانيها الاستثنائي وإسهاماتها التي قدمتها للمنظمة.
توفيت جوينر في السادس عشر من شهر آب عام 1993، وكان عمرها آنذاك سبعة وسبعين عاماً. توفي زوجها في شهر تشرين الأول من العام ذاته، وكان يبلغ من العمر 85 عاماً.